# Miguel Pedro
Miguel Pedro Antunes Guimarães conhecido como Miguel Pedro (Braga, 16 de setembro de 1965 (59 anos)), é um músico multi-instrumentista, e produtor musical, português, fundador da banda Mão Morta, entre outros projetos.

## Biografia
Miguel Pedro nasceu em Braga, em 16 de Setembro de 1965. Licenciado em Direito pela Universidade de Coimbra e, posteriormente, em Filosofia, pela Universidade Católica Portuguesa, Miguel é um dos fundadores do grupo de rock português Mão Morta (1984), juntamente com Adolfo Luxúria Canibal e Joaquim Pinto.
Para além desta banda Miguel Pedro esteve na origem de diversas outras bandas independentes portuguesas como os Bateau Lavoir, Humpty Dumpty, Auaufeiomau, Mini Drunfes, Jazz Iguanas, Mundo Cão, Governo, Palmer Eldrich, entre outras. É um dos fundadores da cooperativa IMETUA-Cooperativa Artística e Cultural, da qual faz parte a editora Cobra Discos. Foi ainda responsável por composições de sonoplastia para CD-Rom e páginas de internet e ainda pela banda-sonora da peça Dámabrigo, de José Wallenstein (1994), do bailado Todos os Dias, pela Companhia Arte Total (2001) ou do musical Cigarras, de Paulo Brandão (2010). Fez parte da equipa artística que compôs e produziu o espectáculo "Então Ficamos", de encerramento da Capital Europeia da Cultura, Guimarães 2012. Faz também parte da equipa que organiza e produz o festival de musica eletrónica e artes digitais SEMIBREVE, da qual é co-programador.
Paralelamente à actividade musical, Miguel Pedro é Director Municipal da Câmara Municipal de Matosinhos desde 2019. Também fez parte do Conselho de Justiça da Federação Portuguesa de Futebol e foi Presidente da Assembleia Geral do Sporting Clube de Braga, Futebol SAD entre 2000 e 2014.

## Discografia

### Com Mão Morta
- Mão Morta (LP, Ama Romanta, 1988 / CD, NorteSul, 1998 / CD, Cobra, 2009)
- Corações Felpudos (LP, Fungui, 1990 / CD, NorteSul, 1998 / CD, Cobra, 2009)
- O.D., Rainha do Rock & Crawl (LP, Área Total, 1991 / CD, NorteSul, 1998 / CD, Cobra, 2009)
- Mutantes S.21 (LP / CD, Fungui, 1992 / CD, Cobra, 2009 / LP, Rastilho, 2013)
- Vénus em Chamas (CD, BMG, 1994)
- Mão Morta Revisitada (CD Compilação, BMG, 1995)
- Müller no Hotel Hessischer Hof (CD, NorteSul, 1997)
- Há Já Muito Tempo que Nesta Latrina o Ar se Tornou Irrespirável (CD, NorteSul, 1999)
- Primavera de Destroços (CD, NorteSul, 2001)
- Primavera de Destroços + Ao Vivo na Aula Magna - 8 de Maio de 2001 (2 CD, Norte Sul, 2002)
- Carícias Malícias (CD, Cobra, 2003)
- Nus (CD, Cobra, 2004 / LP, Lux Records, 2004)
- Maldoror (2xCD, Cobra, 2008)
- Rituais Transfigurados (CD, Cobra, 2009)
- Pesadelo em Peluche (CD, Universal, 2010 / LP, Rastilho, 2010)
- Pelo Meu Relógio São Horas de Matar (CD, NorteSul, 2014 / LP, Rastilho, 2014)
- No Fim Era o Frio (CD / LP Rastilho 2019)

### Com Mini Drunfes
- Tudo Bons Alunos (CD, RUM, 1996)

### Com Jazz Iguanas
- Jazz Iguanas (CD, Cobra, 2006)N

### Com Mundo Cão
- Mundo Cão (CD, Som Livre, 2007)
- A Geração da Matilha (CD, Cobra, 2009)
- O Jogo do Mundo (CD, Cobra, 2013)
- Desligado (CD, Sony, 2018)

### Com Governo
- Propaganda Sentimental (CD, Optimus, 2009)

### Com Palmer Eldrich
- Five Easy Pieces (CD, PAD, 2011)
- Invisible Cities (CD, PAD, 2011)
- Glaser (CD, PAD, 2011)

### Com outros artistas
- Subverso - Domingos de Manhã (single, 1984) - baterista, compositor
- V/A - À Sombra de Deus, Volume II (1994) - produtor e organizador da colectânea
- God's Eye - God's Eye (1998) - produtor do álbum
- Wave Simulator - (2000) produtor e programador do tema "Adeus Mutante"
- Two Minutes of Agony- Two Minutes of Agony (1998) - produtor do álbum
- Glum Edge - Playground (2001) - produtor do álbum
- Big Fat Mamma - Parece Difícil (2003) - produtor do álbum
- Os Seis Graus de Separação - Ao Virar A Esquina (2004) - baterista, produtor do álbum
- V/A - À Sombra de Deus, Volume III (2004) - produtor e organizador da colectânea
- Erro! - Isto É O Quê, Mãe? (2005) - produtor do álbum
- V/A - Acorda! (2006) - co-organizador da colectânea

## Filmografia
- Müller no Hotel Hessischer Hof - Nuno Tudela (Documentário, VHS, NorteSul, 1998 / DVD, Cobra, 2005)
- Maldoror por Mão Morta - Manuel Leite (Documentário, DVD, Cobra, 2008)